# 大石定仲
大石 定仲（おおいし さだなか）は、戦国時代から安土桃山時代にかけての武将。後北条氏の家臣。

## 略歴
大石氏は代々関東管領・上杉氏重臣として武蔵国守護代を任されていた。
天文3年（1534年）、大石定久の子として誕生。父・定久は、没落した上杉氏に代わり、永禄2年（1559年）、台頭してきた北条氏康の三男・氏照を娘・比佐の婿養子として迎え入れて滝山城と武蔵守護代の座を譲り、多摩郡五日市の戸倉城に隠居し後北条氏に臣従した。
ただし、定久の後に北条氏綱の偏諱を貰ったと推定される大石綱周が大石氏の当主であったことが古文書から確認されており、大石定久と綱周、定仲、比佐の関係性については今後の研究が待たれる。
定仲は、父の没後に氏照が北条氏に復すると大石氏の家督を継ぎ、氏照の旗下の滝山衆となった。
定仲に関する唯一の出典と言える『大石系図』では、小田原征伐の直前の天正18年（1590年）1月30日死去と伝えているが、天正18年1月は29日までしかないとされているため、疑問が残る。